# Fondation vaudoise pour la culture
 (mai 2022).
La Fondation vaudoise pour la culture est une institution vaudoise créé en 1987 sur l'impulsion du conseiller d'État Pierre Cevey.
La Fondation a pour but d'attribuer des prix à des créateurs vaudois ou à des artistes habitant le canton de Vaud. Ils distinguent autant des artistes visuels, des écrivains, des musiciens et des comédiens que des curateurs, des cinéastes ou des danseurs.

## Grand prix de la Fondation vaudoise pour la culture
Doté de 100 000 francs, il distingue, dans le canton de Vaud, une personne « qui a enrichi le pays par une œuvre forte et une approche neuve ».

### Lauréats
- 1987 : Etienne Barilier (Grand Prix de littérature) ; Michel Hostettler (Grand Prix de musique) ; Jean Lecoultre (Grand Prix Beaux-Arts)
- 1988 : Édouard Chapallaz (Grand Prix des arts appliqués) ; Marcel Imsand (Grand Prix de la photographie) ; Philippe Mentha (Grand Prix de théâtre)
- 1989 : Pietro Sarto (Grand Prix Beaux-Arts) ; Jean-Luc Godard (Grand Prix de cinéma) ; Quatuor Sine Nomine (Grand Prix de musique)
- 1990 : Michel Corboz (Grand Prix de musique) ; Francine Simonin (Grand Prix Beaux-Arts) ; Pascal Auberson (Grand Prix des variétés et de la chanson)
- 1991 : Jacqueline Veuve (Grand Prix de cinéma) ; Werner Jeker (Grand Prix des arts appliqués) ; Philippe Jaccottet (Grand Prix de littérature)
- 1992 : Jacques Chessex (Grand Prix de littérature) ; Yvette Théraulaz (Grand Prix du théâtre et de la chanson)
- 1993 : Jean Pache (Grand Prix de littérature) ; Luc Chessex (Grand Prix de la photographie)
- 1994 : Anne Cuneo (Grand Prix de littérature)
- 1995 : Léon Francioli (Grand Prix de musique)
- 1996 : Benno Besson (Grand Prix de théâtre)
- 1997 : François Lindemann (Grand Prix de musique)
- 1998 : Philippe Saire (Grand Prix de la danse)
- 1999 : Philip Baldwin & Monica Guggisberg (Grand Prix des arts appliqués)
- 2000 : Bernard Campiche (Grand Prix de littérature)
- 2001 : Jean-François Bovard (Grand Prix de musique)
- 2002 : Denise Voïta (Grand Prix Beaux-Arts)
- 2003 : Raymond Burki (Grand Prix dessins de presse)
- 2004 : Thierry Lang (Grand Prix de musique)
- 2005 : Monique Jacot (Grand Prix de la photographie)
- 2006 : Armand C. Desarzens (Grand Prix Beaux-Arts)
- 2007 : Catherine Bolle (Grand Prix Beaux-Arts)
- 2008 : Silvie Defraoui (Grand Prix Arts plastiques)
- 2009 : Olivier Estoppey (Grand Prix Arts plastiques)
- 2010 : Sylvie Courvoisier (Grand Prix de musique)
- 2011 : Stéphanie Chuat et Véronique Reymond, cinéastes
- 2012 : Katarzyna Gdaniec et Marco Cantalupo, danseurs, chorégraphes
- 2013 : Alain Huck (Grand Prix Arts plastiques)
- 2014 : Lionel Baier, cinéaste
- 2015 : Yves Dana, sculpteur
- 2016 : Christian Coigny, photographe
- 2017 : Sophie Bouvier Ausländer, plasticienne
- 2018 : Cosey, bédéiste
- 2019 : Francis Reusser, réalisateur
- 2020 : Sandrine Pelletier, arts visuels
- 2021 : Lova Golovtchiner et Martine Jeanneret, comédiens et humoristes
- 2022 : François Gremaud, auteur, metteur en scène et comédien
- 2023 : Antoine Cahen, designer industriel

### Domaines distingués
45 Grands prix ont été distribués de 1987 à 2023
- Musique : 10 Grands Prix (1987, 1989, 1990 (2x), 1992, 1995, 1997, 2001, 2004, 2010)
- Arts plastiques : 12 Grands Prix (1987, 1989, 1990, 2002, 2006, 2007, 2008, 2009, 2013, 2015, 2017, 2020)
- Littérature : 6 Grands Prix (1987, 1991, 1992, 1993, 1994, 2000)
- Arts appliqués : 4 Grands Prix (1988, 1991, 1999, 2023)
- Photographie : 4 Grands Prix (1988, 1993, 2005, 2016)
- Cinéma : 5 Grands Prix (1989, 1991, 2011, 2014, 2019)
- Théâtre : 4 Grands Prix (1993, 1996, 2021, 2022)
- Danse : 2 Grands Prix (1998, 2012)
- Dessin de presse, bande dessinée : 2 Grand Prix (2003, 2018)

## Prix culturel vaudois
Doté de 15 000 francs, il est « un coup de projecteur sur une force artistique du canton ». Jusqu'en 2004, ce prix s'intitulait Prix Jeunes Créateurs.

### Lauréats
- 1987 : Jean-François Bovard (musique) ; Philippe Saire (danse) ; Simone Oppliger (photographie)
- 1988 : Diane Decker (danse) ; Anne Gonthier (cinéma) ; François Lindemann (musique) ; Eric Moinat (beaux-arts) ; José-Flore Tappy (poésie)
- 1989 : Yves Boucard (arts appliqués) ; Fabienne Berger (danse) ; François Rossel (littérature) ; Sebastian Santa Maria (musique) ; François Silvant (théâtre)
- 1990 : Pierre-Etienne Genier (beaux-arts) ; Bernard Campiche (littérature) ; Jean-Pascal Imsand (photographie) ; Gianni Schneider (théâtre) ; Philip Baldwin & Monica Guggisberg (arts appliqués)
- 1991 : Laurent Hubert (beaux-arts) ; Sam Frank Blunier (musique) ; Yvan Muriset (photographie)
- 1992 : Jean-Luc Manz (beaux-arts) ; Serge Campardon (danse) ; Philippe Nicolet (vidéo)
- 1993 : Olivier Estoppey (beaux-arts) ; Frédéric Gonseth (cinéma) ; Denis Maillefer (théâtre)
- 1994 : Mario del Curto (photographie) ; Christian Gavillet (musique) ; Stéphane Goël (vidéo) ; Philippe Lizon & Sacha Ramosm (danse) ; Irène Tétaz (beaux-arts) ; Darius Peyamiras (théâtre)
- 1995 : Sens Unik (musique) ; Zalmaï Ahad (photographie) ; François Burland (beaux-arts) ; Jacques-Etienne Bovard (littérature)
- 1996 : Sylvie Courvoisier (musique) ; Philippe Pache (photographie) ; Catherine Bolle (beaux-arts) ; Yves Kropf (vidéo)
- 1997 : Magali Koenig (photographie) ; Antoine Delarue (beaux-arts) ; René Zahnd (littérature)
- 1998 : Katherine Müller (beaux-arts) ; Eugène (littérature) ; Valérie Lou (musique)
- 1999 : Hélène Tobler (photographie) ; Clélia Bettua (beaux-arts) ; Pierre Audétat (musique) ; Fernand Melgar (vidéo)
- 2000 : Pierre-Yves Borgeaud (vidéo) ; Martine Charlet (théâtre) ; Stéphane Blok (musique) ; Gilles Jobin (danse)
- 2001 : Yves Leresche (photographie) ; Jean-Stéphane Bron (cinéma) ; Massimo Furlan (beaux-arts) ; Katarzyna Gdaniec & Marco Cantalupo (danse)
- 2002 : Velma (musique) ; François Marin (théâtre) ; Jean-Marc Heim (danse) ; Harald et Chyoung Liao Péclat (arts appliqués)
- 2003 : Elodie Pong (beaux-arts) ; Sonia Morel (arts appliqués) ; Cisco Aznar (danse) ; Malcolm Braff (musique)
- 2004 : Marielle Pinsard (théâtre) ; Michel Layaz (littérature) ; Yves Behar (arts visuels) ; Jérémie Kisling (musique)
- 2005 : Hélène Cattin (théâtre) ; Lionel Baier (cinéma) ; Emmanuelle Antille (arts visuels)
- 2006 : Roland Vouilloz (théâtre) ; Thierry Romanens (musique) ; Jean-Louis Kuffer (littérature)
- 2007 : K (musique) ; Janine Massard (littérature) ; Cédric Pescia (musique); Loan Nguyen (arts visuels)
- 2008 : Marius Daniel Popescu (littérature) ; Brigitte Hool (musique) ; Annaïk Lou Pitteloud (arts visuels)
- 2009 : Asa Lanova (littérature) ; Nicole Seiler (danse) ; Lee Maddeford (musique)
- 2010 : Kei Koito (musique) ; Collectif CIRCUIT (arts visuels) ; Yasmine Char (littérature)
- 2011 : Denis Savary (arts visuels) ; Karim Slama (théâtre) ; Julien Burri (littérature)
- 2012 : Nikola Zaric (beaux-arts) ; Kacey Mottet Klein (cinéma) ; Corinne Desarzens (littérature)
- 2013 : Vincent Kucholl (arts de la scène) ; Antoine Jaccoud (littérature) ; François Junod (arts appliqués) ; Jasmine Morand (danse)
- 2014 : Raphaël Aubert (littérature) ; Anne-Julie Raccoursier (arts visuels) ; Richard Dubugnon (musique); Michel Voïta (théâtre)
- 2015 : Matthieu Gafsou (photographie) ; Camille Scherrer (design) ; Arthur Besson (composition) ; Barbouze de chez Fior (musique)
- 2016 : Jean-Luc Borgeat (théâtre) ; Anne-Frédérique Rochat (littérature) ; Raynald Métraux (arts visuels)
- 2017 : Joël Tettamanti (photographe) ; Rachel Kolly d’Alba (violoniste) ; Edmond Vullioud (comédien)
- 2018 : Catherine Leutenegger (photographie) ; Matthias Urban (arts vivants)
- 2019 : Tiphanie Bovay-Klameth (comédienne) ; Yann Gross (photographe)
- 2020 : Serge Vuille (compositeur) ; Michel Moret (éditeur)
- 2021 : Philippe Dudouit (photographie) ; Stéphanie Pfister et Jessica Vaucher (éditrices)
- 2022 :  Élie Grappe (cinéma, vidéo) ; Ganesh Geymeier (musique) ; Anne Rochat, (arts visuels)
- 2023 : Blaise Hofmann, (littérature); Olivia Schenker, (photographie); Elena Tatti, (cinéma et vidéo)

### Domaines distingués
127 Prix culturels (prix jeunes créateurs jusqu'en 2004) ont été distribués depuis 1987
- Musique : 25 prix
- Arts plastiques/arts visuels : 23 prix
- Littérature : 18 prix
- Danse : 11 prix
- Photographie : 15 prix
- Cinéma/Vidéo : 12 prix
- Théâtre/Arts de la scène : 16 prix
- Arts appliqués/design : 5 prix
- Édition : 2 prix

## Prix du rayonnement
Doté de 20 000 francs, il distingue « un créateur dont la renommée va au-delà des frontières du canton de Vaud et de la Suisse ».

### Lauréats
- 1988 : Anne-Lise Grobéty (littérature)
- 1989 : Gisèle Sallin (théâtre)
- 1990 : Michel Soutter (cinéma)
- 1991 : Nicolas Bouvier (littérature)
- 1992 : Jean-Quentin Châtelain (théâtre)
- 2002 : Pierre Amoyal (musique)
- 2003 : Anne Richard (cinéma et théâtre)
- 2004 : Claude Nobs (musique)
- 2005 : Henri Dès (chanson)
- 2006 : Pierre Keller (Directeur de l'ECAL)
- 2007 : Bertil Galland (littérature/édition) / Prix spécial: Jean-Stéphane Bron (cinéma)
- 2008 : Carlos Leal (musique, cinéma)
- 2009 : Vincent Pérez (cinéma)
- 2010 : René Gonzalez (théâtre)
- 2011 : Juliane Cosandier (Ancienne directrice de la Fondation de l’Hermitage)
- 2012 : Frédéric Pajak (écrivain, dessinateur et éditeur)
- 2013 : Bastian Baker, auteur, compositeur, interprète
- 2014 : Gil Roman, danseur, chorégraphe et directeur de ballet
- 2015 : Martial Leiter, dessinateur, peintre et graveur
- 2016 : Philippe Becquelin alias mix & remix, dessinateur de presse
- 2017 : Mario Del Curto, photographe
- 2018 : Christophe Guberan (arts appliqués)
- 2019 : Fragmentin (collectif d'artistes)
- 2020 : Fabrice Aragno
- 2021 : François Rappo
- 2022 : Adrien Rovero
- 2023 : Arnaud Robert

## Prix de l'éveil
Doté de 20 000 francs, il récompense « une personne qui a enrichi la vie artistique du canton de Vaud en initiant le public, des élèves, des débutants aux voies de la création ».

### Lauréats
- 1992 : Jacques Pache
- 1993 : Gilbert Musy
- 1994 : André Charlet
- 1995 : André Steiger
- 1998 : Nag Ansorge
- 1999 : Jean-Marc Grob
- 2000 : Gérard Diggelmann & Gérard Demierre, Petit Théâtre de Lausanne
- 2001 : Marina Aït-Ahmed & Rahma Ben Fadhilah, Musée d'Art des enfants (MAE)
- 2002 : François et Dominique Pythoud (Élastique citrique) / André et Ghislaine Pinard (École de Cirque de Lausanne)
- 2003 : Globlivres
- 2004 : Marjolaine Piguet (Association pour la formation de jeunes danseurs) / Kim White (Compagnie Vevey Youth Ballet)
- 2005 : Michel Gascard (École-Atelier Rudra Béjart)
- 2006 : Yves Bugnon (Fondateur de la maîtrise du Conservatoire de Lausanne)
- 2007 : C. Rochet et N. Pettit (Collectif du MarchePied)
- 2008 : Pierre Corajoud
- 2009 : Yves Burnier
- 2010 : Nicolas Raboud (historien de l’art et directeur artistique)
- 2011 : Eliane Dambre et Nicolas Hafner (Ateliers du Funambule)
- 2012 : Raymond Meyer, taille-doucier
- 2013 : Paulette Zanlonghi, pianiste, claveciniste
- 2014 : Christophe Gallaz, chroniqueur et écrivain
- 2015 : Elizabeth Sombart, pianiste, fondatrice et présidente de Résonnance
- 2016 : Dominique Tille, chef de chœur
- 2017 : Kathryn Bradney et Igor Piovano (Igokat) et Florence Faure (Le Loft), compagnies et écoles de danse
- 2018 : Françoise Jaunin, journaliste
- 2019 : Shanju, compagnie (arts vivants)
- 2020 : Lorette Cohen (architecture et paysage)

## Prix de la relève
Le Prix de la relève, d’un montant de 20 000 francs, attribué pour la première fois en 2011, récompense « un talent émergent et au fort potentiel de développement ».

### Lauréats
- 2011 : YoungSoon Cho Jaquet, chorégraphe
- 2012 : Mélanie Chappuis, écrivaine et journaliste
- 2013 : Alizé Oswald et Xavier Michel, auteurs, compositeurs, interprètes
- 2014 : Cyril Jost, éditeur, chroniqueur et comédien
- 2015 : Baptiste Gilliéron, acteur
- 2016 : Pierric Tenthorey, magicien comédien
- 2017 : Colin Vallon, pianiste et compositeur
- 2018 : Bruno Pellegrino, Aude Seigne et Daniel Vuataz, écrivains
- 2019 : -
- 2020 : Diana Akbulut, danseuse et chorégraphe
- 2021 : Marc Oosterhoff, danseur, acrobate
- 2022 : Salomé Kiner, autrice
- 2023 :  Élie Autin, chorégraphie, performance, arts visuels

## Prix du patrimoine culturel immatériel
Doté de 20 000 francs, il distingue « une personnalité du canton dont l'action a fortement contribué à la perpétuation, à l'évolution et à la transmission d'un élément culturel du patrimoine immatériel vaudois ».

### Lauréats
- 2014 : Henriette Hartmann, découpeuse et formatrice
- 2015 : Florian Despond, tavillonneur
- 2016 : Philippe Dufour, horloger
- 2017 : Anita Porchet, émailleuse d'art
- 2018 : Valérie de Roquemaurel et Yann Oulevay, souffleurs de verre
- 2019 : Céline Grandjean, cheffe de chœur

## Autres prix
En 2012, un prix spécial du 25e anniversaire a été décerné à l'acteur, humoriste et réalisateur Claude Blanc.